# Perlbrustkuckuck
|  | Dieser Artikel wurde aufgrund von formalen oder inhaltlichen Mängeln in der Qualitätssicherung Biologie im Abschnitt „Vögel“ zur Verbesserung eingetragen. Dies geschieht, um die Qualität der Biologie-Artikel auf ein akzeptables Niveau zu bringen. Bitte hilf mit, diesen Artikel zu verbessern! Artikel, die nicht signifikant verbessert werden, können gegebenenfalls gelöscht werden. Lies dazu auch die näheren Informationen in den Mindestanforderungen an Biologie-Artikel. Begründung: Vollprogramm |

Der Perlbrustkuckuck (Coccyzus euleri) ist eine Art aus der Familie der Kuckucke (Cuculidae), die hauptsächlich auf den Inselstaaten Dominica, Martinique und Guadeloupe beheimatet ist. Es gibt unsichere Sichtungen auf Antigua und Barbuda.
Der Perlbrustkuckuck ist eine seltene Kuckucks-Art, die meistens in den Baumkronen zu sehen ist. Das Überwinterungsgebiet erstreckt sich von Monagas (Venezuela) bis ins westliche Kolumbien.

## Merkmale
Der Perlbrustkuckuck erreicht eine Körpergröße von 26 bis 32 Zentimeter; auf den Schwanz entfallen dabei durchschnittlich rund 13 Zentimeter. Die Männchen der Art werden bis zu 34 Gramm schwer und die Weibchen werden durchschnittlich 30 Gramm schwer. 

## Stimme
Während der Überwinterungszeit ist er nicht zu hören, und er ist wenig aktiv. Nur in der Brutzeit hört man ihn morgens, während die Sonne scheint, und abends, während die Sonne untergeht.
Der typische Ruf ist recht leise, er fängt langsam mit Gug-ahhrr-ahhrr an und hört schnell mit ga-ga-ga-ga-gau-ga-ga-go auf.

## Verbreitung
Er lebt in den Kronen von Bäumen, wo er sich gut versteckt, weswegen man ihn sehr schwer findet. Sein Verbreitungsgebiet erstreckt sich von Dominica, Martinique und Guadeloupe. In den Jahreszeiten von November bis Januar überwintert er in Kolumbien und Venezuela. 

## Nahrung
Zum Nahrungsspektrum des Perlbrustkuckucks gehören langsame kleine Insekten wie z. B. Heuschrecken und Raupen, aber auch Spinnen und kleinere Frösche – aber auch, wie bei den meisten Kuckucken, behaarte Raupen.
Selten – vor allem in der Trockenzeit – frisst er Früchte wie kleine Beeren.